# Cochemiea tetrancistra

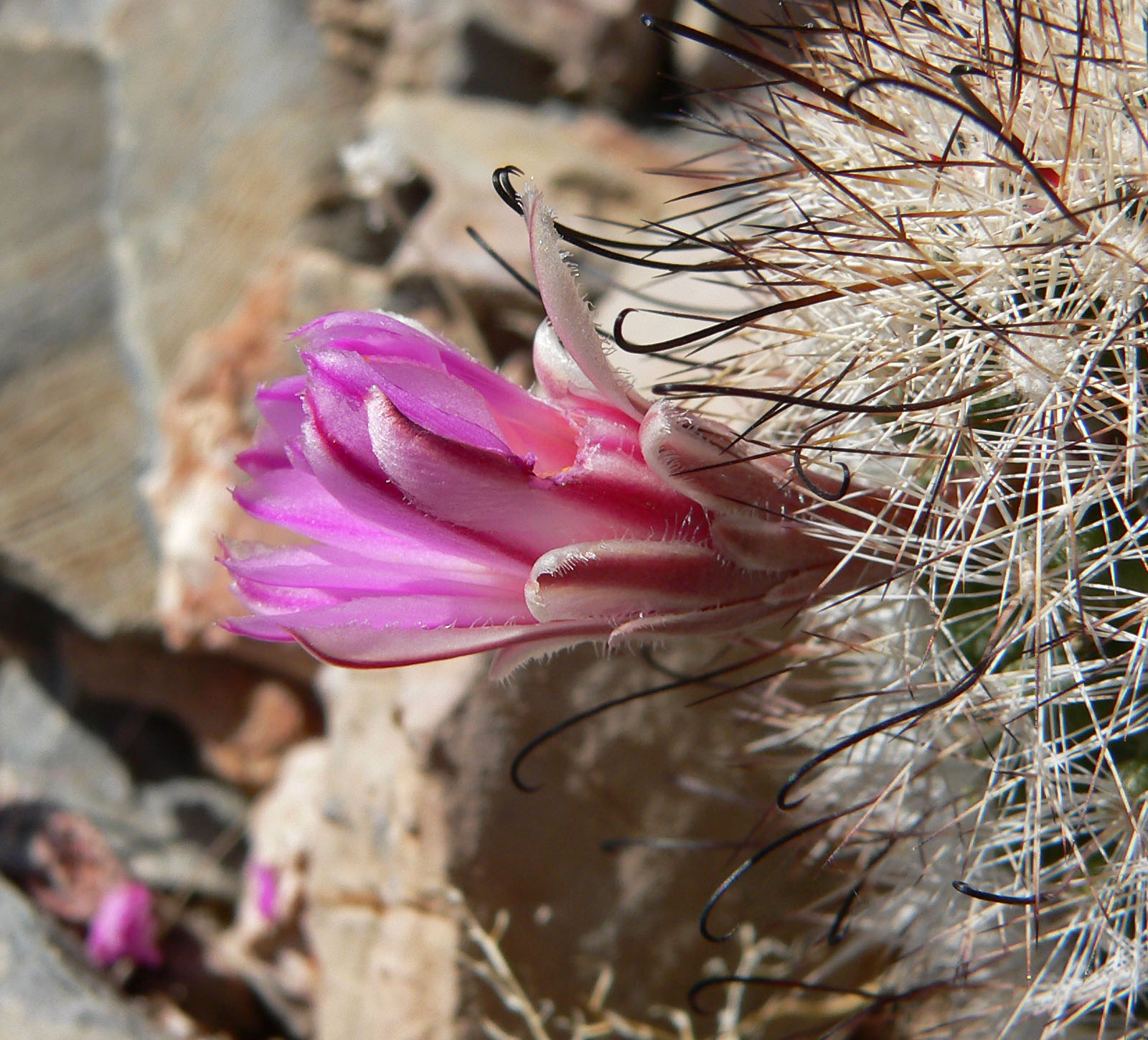
Blüte

Cochemiea tetrancistra ist eine Pflanzenart aus der Gattung Cochemiea in der Familie der Kakteengewächse (Cactaceae). Das Artepitheton tetrancistra leitet sich von den griechischen Worten tetra für ‚vier‘ sowie ankistron für ‚Haken‘ ab und verweist auf die Anzahl der gehakten Mitteldornen der Art.

## Beschreibung
Cochemiea tetrancistra wächst einzeln oder Gruppen bildend mit knolligen Wurzeln. Die zylindrisch bis eiförmig geformten Triebe sind hellgrün bis grau. Sie werden bis zu 25 Zentimeter hoch und 3 bis 8 Zentimeter im Durchmesser groß. Die zylindrisch geformten Warzen führen keinen Milchsaft. Die Axillen sind mit Borsten besetzt. Die 3 bis 4 Mitteldornen sind nadelig, braun oder auch schwarz. Sie sind 1,4 bis 2,5 Zentimeter lang, wobei die untersten gehakt sind. Die 30 bis 60 Randdornen sind in zwei Reihen angeordnet. Sie sind ineinander haarartig, die äußersten kräftiger, weiß mit dunkler Spitze und 6 bis 10 Millimeter lang.
Die lavendelfarbenen Blüten sind weiß gerändert. Sie sind bis zu 2,5 Zentimeter lang mit einem Durchmesser von 2,5 bis 3,5 Zentimeter. Die roten Früchte sind bis zu 1,2 Zentimeter lang. Sie enthalten domförmige, schwarze, grubige Samen mit einem auffälligen, korkigen Anhängsel.

## Verbreitung, Systematik und Gefährdung
Cochemiea tetrancistra ist in den US-Bundesstaaten Kalifornien, Arizona, Nevada und  Utah und in den  mexikanischen Bundesstaaten Baja California und Sonora verbreitet.
Die Erstbeschreibung als Mammillaria tetrancistra erfolgte 1852 durch George Engelmann. Peter B. Breslin und Lucas C. Majure stellten die Art 2021 in die Gattung Cochemiea. Weitere nomenklatorische Synonyme sind Cactus tetrancistrus (Engelm.) J.M.Coult. (1894), Phellosperma tetrancistra (Engelm.) Britton & Rose (1923), Neomammillaria tetrancistra (Engelm.) Fosberg (1931) und Bartschella tetrancistra (Engelm.) Doweld (2000).
In der Roten Liste gefährdeter Arten der IUCN wird die Art als „Least Concern (LC)“, d. h. als nicht gefährdet geführt.

## Nachweise